# Loose Screw
Albums de Pretenders
¡Viva El Amor! 
(1999) Pirate Radio
(2006)
Singles
1. Walk like a Panther
Sortie : 2002

Loose Screw est le huitième album studio des Pretenders, sorti le 12 novembre 2002.

## Liste des titres
Toutes les chansons sont écrites et composées par Adam Seymour et Chrissie Hynde, sauf mention contraire.
| No  | Titre                         | Auteur                                                        | Durée |
| --- | ----------------------------- | ------------------------------------------------------------- | ----- |
| 1.  | Lie to Me                     |                                                               | 2:23  |
| 2.  | Time                          |                                                               | 3:58  |
| 3.  | You Know Who Your Friends Are |                                                               | 3:30  |
| 4.  | Complex Person                |                                                               | 2:47  |
| 5.  | Fools Must Die                |                                                               | 2:36  |
| 6.  | Kinda Nice, I Like It         |                                                               | 3:37  |
| 7.  | Nothing Breaks Like a Heart   | - Hynde - Billy Steinberg - Tom Kelly                         | 3:28  |
| 8.  | I Should Of                   |                                                               | 4:03  |
| 9.  | Clean Up Woman                |                                                               | 3:25  |
| 10. | The Losing                    |                                                               | 4:51  |
| 11. | Saving Grace                  | - Hynde - Steinberg - Kelly                                   | 3:20  |
| 12. | Walk like a Panther           | - Richard Barratt - Jason Buckle - Jarvis Cocker - Dean Honer | 4:42  |

## Personnel

### The Pretenders
- Chrissie Hynde : guitare rythmique, chant
- Adam Seymour : guitare solo, chœurs
- Andy Hobson : basse
- Martin Chambers : batterie

### Musiciens additionnels
- Kevin Bacon : basse
- Jonathan Quarmby : claviers
- Colin Elliot : percussions
- Mark « Wiff » Smith : percussions
- Priscilla Jones : chœurs
- Tom Kelly : chœurs
- Mark Sheridan : chœurs
- Quatuor Duke : cordes, cuivres
- Kick Horns : cuivres